# Řád Takova
Řád Takova nebo Takovský řád (někdy také Řád kříže Takova) byl srbský záslužný řád založený v roce 1865 srbským knížetem Michalem Obrenovićem III., jako upomínku na 50. výročí druhého srbského povstání z roku 1815, proti Osmanské říši, které zajistilo Srbům nezávislost. Řád nesl název podle vesnice Takovo, kde povstání začalo.
Roku 1878 byl řád rozšířen do 5 tříd a uděloval se za vojenské zásluhy.
Řád byl po palácovém převratu a změně vládnoucí dynastie v roce 1903 zrušen, jelikož připomínal předchozí dynastii Obrenovićů.

## Vzhled a provedení
Odznakem řádu je zlatý, bíle smaltovaný maltézský kříž (zakončený kuličkami), převýšený knížecí korunkou. Mezi rameny kříže je umístěn zlatý ondřejský kříž, na jehož ramenech je umístěn zelený vavřínový věnec, který se dotýká i kuliček na koncích maltézského kříže. V červeném středovém medailonku je ve zlatě iniciál zakladatele, obtočený modrou stuhou s nápisem v srbštině: Za víru, knížete a vlast.
Revers znázorňuje znak srbského knížectví (srbský znak na knížecím plášti a korunou). Za válečné zásluhy se přidávaly zkřížené meče pod korunku.
Hvězda je stříbrná, osmicípá a s odznakem řádu na středu bez korunky.
Stuha je červená s modro-bílými postranními pruhy, za válečné zásluhy se udělovala výlučně červená stuha.

## Dělení
- velkokříž - velkostuha k pravému boku, hvězda
- velkodůstojník - stuha u krku, menší hvězda
- komandér - stuha u krku
- důstojník - stužka na prsou
- rytíř - stužka na prsou, nesmaltovaný kříž, bez korunky